# Élections législatives de 1834 dans l'Aisne
Les élections législatives françaises de 1834 se déroulent le 21 juin 1834. Dans le département de l'Aisne, sept députés sont à élire dans le cadre d'un scrutin uninominal majoritaire.

## Élus
|                                                 | Arrondissement | Député sortant                    |  | Parti                    | Député élu ou réélu       |  | Parti                    |
| ----------------------------------------------- | -------------- | --------------------------------- |  | ------------------------ | ------------------------- |  | ------------------------ |
| =                                               | Premier        | Charles Henri Le Carlier d'Ardon* |  | Majorité gouvernementale | Louis Desabes             |  | Opposition dynastique    |
| =                                               | Second         | Alphonse Foy                      |  | Tiers parti              | Odilon Barrot             |  | Opposition dynastique    |
| =                                               | Troisième      | Jean-Baptiste Harlé*              |  | Tiers parti              | Benoît Fould              |  | Majorité gouvernementale |
| =                                               | Quatrième      | Alexandre-François Vivien         |  | Tiers parti              | Alexandre-François Vivien |  | Tiers parti              |
| =                                               | Cinquième      | Horace Sébastiani                 |  | Majorité gouvernementale | Horace Sébastiani         |  | Majorité gouvernementale |
| =                                               | Sixième        | Armand Lherbette                  |  | Opposition dynastique    | Armand Lherbette          |  | Opposition dynastique    |
| =                                               | Septième       | Xavier de Sade                    |  | Opposition dynastique    | Xavier de Sade            |  | Opposition dynastique    |
| * député sortant ne se représentant pas en 1834 |                |                                   |  |                          |                           |  |                          |

## Résultats

### Résultats globaux
| Parti          | Parti                    | Premier tour | Premier tour | Second tour | Second tour | Sièges |
| Parti          | Parti                    | Voix         | %            | Voix        | %           | Sièges |
| -------------- | ------------------------ | ------------ | ------------ | ----------- | ----------- | ------ |
|                | Parti du Mouvement       | 873          | 43,63        | 192         | 53,78       | 4      |
|                |                          |              |              |             |             |        |
|                | Parti de la Résistance   | 748          | 37,38        | 165         | 46,22       | 2      |
|                |                          |              |              |             |             |        |
|                | Tiers parti              | 270          | 13,49        | -           | -           | 1      |
|                |                          |              |              |             |             |        |
|                | Oppositions monarchistes | 110          | 5,50         | -           | -           | 0      |
|                |                          |              |              |             |             |        |
|                |                          |              |              |             |             |        |
| Inscrits       | Inscrits                 | 2 488        | 100,00       | 424         | 100,00      |        |
| Abstentions    | Abstentions              | 465          | 18,69        | 66          | 15,57       |        |
| Votants        | Votants                  | 2 023        | 81,31        | 358         | 84,43       |        |
| Blancs et nuls | Blancs et nuls           | 22           | 1,09         | 1           | 0,28        |        |
| Exprimés       | Exprimés                 | 2 001        | 98,91        | 357         | 99,72       |        |

### Résultats par circonscription

#### Premier arrondissement
- Député sortant : Charles Henri Le Carlier d'Ardon (Majorité gouvernementale).
- Député élu : Louis Desabes (Opposition dynastique).

|                | Louis Desabes       | Opposition dynastique    | 217 | 56,66  |  |  |
|                | Amédée Tribalet     | Majorité gouvernementale | 78  | 20,37  |  |  |
|                | Charles-Marin Souef | Majorité gouvernementale | 52  | 13,58  |  |  |
|                | Albin de Berville   | Tiers parti              | 36  | 9,40   |  |  |
|                |                     |                          |     |        |  |  |
| Inscrits       | Inscrits            | Inscrits                 | 456 | 100,00 |  |  |
| Abstentions    | Abstentions         | Abstentions              | 66  | 14,47  |  |  |
| Votants        | Votants             | Votants                  | 390 | 85,53  |  |  |
| Blancs et nuls | Blancs et nuls      | Blancs et nuls           | 7   | 1,79   |  |  |
| Exprimés       | Exprimés            | Exprimés                 | 383 | 98,21  |  |  |

#### Deuxième arrondissement
- Député sortant : Alphonse Foy (Tiers parti).
- Député élu : Odilon Barrot (Opposition dynastique).

|                  | Odilon Barrot  | Opposition dynastique | 176 | 65,67  |  |  |
|                  | Alphonse Foy*  | Tiers parti           | 92  | 34,33  |  |  |
|                  |                |                       |     |        |  |  |
| Inscrits         | Inscrits       | Inscrits              | 341 | 100,00 |  |  |
| Abstentions      | Abstentions    | Abstentions           | 65  | 19,06  |  |  |
| Votants          | Votants        | Votants               | 276 | 80,94  |  |  |
| Blancs et nuls   | Blancs et nuls | Blancs et nuls        | 8   | 2,90   |  |  |
| Exprimés         | Exprimés       | Exprimés              | 268 | 97,10  |  |  |
| * député sortant |                |                       |     |        |  |  |

#### Troisième arrondissement
- Député sortant : Jean-Baptiste Harlé (Tiers parti).
- Député élu : Benoît Fould (Majorité gouvernementale).

|                | Benoît Fould        | Majorité gouvernementale | 178 | 63,80  |  |  |
|                | Jean-Gilbert Ymbert | Majorité gouvernementale | 90  | 32,26  |  |  |
|                | André Dupin         | Tiers parti              | 11  | 3,94   |  |  |
|                |                     |                          |     |        |  |  |
| Inscrits       | Inscrits            | Inscrits                 | 302 | 100,00 |  |  |
| Abstentions    | Abstentions         | Abstentions              | 23  | 7,62   |  |  |
| Votants        | Votants             | Votants                  | 279 | 92,38  |  |  |
| Blancs et nuls | Blancs et nuls      | Blancs et nuls           | 0   | 0,00   |  |  |
| Exprimés       | Exprimés            | Exprimés                 | 279 | 100,00 |  |  |

#### Quatrième arrondissement
- Député sortant : Alexandre-François Vivien (Tiers parti), réélu.

|                  | Alexandre-François Vivien* | Tiers parti              | 131 | 57,96  |  |  |
|                  | Antoine Fouquier d'Hérouel | Légitimiste              | 85  | 37,61  |  |  |
|                  | Jean-Gilbert Ymbert        | Majorité gouvernementale | 8   | 3,54   |  |  |
|                  | Édouard de Fitz-James      | Légitimiste              | 2   | 0,88   |  |  |
|                  |                            |                          |     |        |  |  |
| Inscrits         | Inscrits                   | Inscrits                 | 317 | 100,00 |  |  |
| Abstentions      | Abstentions                | Abstentions              | 89  | 28,08  |  |  |
| Votants          | Votants                    | Votants                  | 228 | 71,92  |  |  |
| Blancs et nuls   | Blancs et nuls             | Blancs et nuls           | 2   | 0,88   |  |  |
| Exprimés         | Exprimés                   | Exprimés                 | 226 | 99,12  |  |  |
| * député sortant |                            |                          |     |        |  |  |

#### Cinquième arrondissement
- Député sortant : Horace Sébastiani (Majorité gouvernementale), réélu.

|                  | Horace Sebastiani*  | Majorité gouvernementale | 168 | 53,67  |  |  |
|                  | Aimé Joseph Jourdan | Opposition dynastique    | 145 | 46,33  |  |  |
|                  |                     |                          |     |        |  |  |
| Inscrits         | Inscrits            | Inscrits                 | 394 | 100,00 |  |  |
| Abstentions      | Abstentions         | Abstentions              | 79  | 20,05  |  |  |
| Votants          | Votants             | Votants                  | 315 | 79,95  |  |  |
| Blancs et nuls   | Blancs et nuls      | Blancs et nuls           | 2   | 0,63   |  |  |
| Exprimés         | Exprimés            | Exprimés                 | 313 | 99,37  |  |  |
| * député sortant |                     |                          |     |        |  |  |

#### Sixième arrondissement
- Député sortant : Armand Lherbette (Opposition dynastique), réélu.

| Candidat         | Candidat                       | Parti                    | Premier tour | Premier tour | Second tour | Second tour |
| Candidat         | Candidat                       | Parti                    | Voix         | %            | Voix        | %           |
| ---------------- | ------------------------------ | ------------------------ | ------------ | ------------ | ----------- | ----------- |
|                  | Armand Lherbette*              | Opposition dynastique    | 162          | 47,79        | 192         | 53,78       |
|                  | Charles Broquart des Bussières | Majorité gouvernementale | 154          | 45,43        | 165         | 46,22       |
|                  | Jean-Gilbert Ymbert            | Majorité gouvernementale | 23           | 6,78         |             |             |
|                  |                                |                          |              |              |             |             |
| Inscrits         | Inscrits                       | Inscrits                 | 424          | 100,00       | 424         | 100,00      |
| Abstentions      | Abstentions                    | Abstentions              | 85           | 20,05        | 66          | 15,57       |
| Votants          | Votants                        | Votants                  | 339          | 79,95        | 358         | 84,43       |
| Blancs et nuls   | Blancs et nuls                 | Blancs et nuls           | 0            | 0,00         | 1           | 0,28        |
| Exprimés         | Exprimés                       | Exprimés                 | 339          | 100,00       | 357         | 99,72       |
| * député sortant |                                |                          |              |              |             |             |

#### Septième arrondissement
- Député sortant : Xavier de Sade (Opposition dynastique), réélu.

|                  | Xavier de Sade*     | Opposition dynastique    | 173 | 89,64  |  |  |
|                  | Jean-Gilbert Ymbert | Majorité gouvernementale | 20  | 10,36  |  |  |
|                  |                     |                          |     |        |  |  |
| Inscrits         | Inscrits            | Inscrits                 | 254 | 100,00 |  |  |
| Abstentions      | Abstentions         | Abstentions              | 58  | 22,83  |  |  |
| Votants          | Votants             | Votants                  | 196 | 77,17  |  |  |
| Blancs et nuls   | Blancs et nuls      | Blancs et nuls           | 3   | 1,53   |  |  |
| Exprimés         | Exprimés            | Exprimés                 | 193 | 98,47  |  |  |
| * député sortant |                     |                          |     |        |  |  |

## Rappel des résultats départementaux des élections de 1831

### Élus en 1831
| Arr.      | Élu(e) | Élu(e)                   | Élu(e)                           | Élu(e)               | Élu(e)               | Battu(e) (seconde place) | Battu(e) (seconde place) | Battu(e) (seconde place)       | Battu(e) (seconde place) | Battu(e) (seconde place) |
| Arr.      | Parti  | Parti                    | Nom                              | % suffrages exprimés | % suffrages exprimés | Parti                    | Parti                    | Nom                            | % suffrages exprimés     | % suffrages exprimés     |
| Arr.      | Parti  | Parti                    | Nom                              | 1er tour             | 2e tour              | Parti                    | Parti                    | Nom                            | 1er tour                 | 2e tour                  |
| --------- | ------ | ------------------------ | -------------------------------- | -------------------- | -------------------- | ------------------------ | ------------------------ | ------------------------------ | ------------------------ | ------------------------ |
| Premier   |        | Majorité gouvernementale | Charles Henri Le Carlier d'Ardon | 96,54 %              | -                    |                          | Opposition dynastique    | Jacques Laffitte               | 3,46 %                   | -                        |
| Second    |        | Opposition dynastique    | Odilon Barrot                    | 65,47 %              | -                    |                          | Tiers parti              | Augustin Deviolaine            | 34,53 %                  | -                        |
| Troisième |        | Tiers parti              | Joseph Dufour-Denelle            | 55,53 %              | -                    |                          | Majorité gouvernementale | Casimir Perier                 | 44,67 %                  | -                        |
| Quatrième |        | Majorité gouvernementale | César Niay                       | 64,21 %              | -                    |                          | Tiers parti              | Alphonse Foy                   | 35,79 %                  | -                        |
| Cinquième |        | Majorité gouvernementale | Horace Sebastiani                | 64,04 %              | -                    |                          | Opposition dynastique    | Jacques Laffitte               | 35,96 %                  | -                        |
| Sixième   |        | Opposition dynastique    | Armand Lherbette                 | 57,31 %              | -                    |                          | Majorité gouvernementale | Charles Broquart des Bussières | 46,33 %                  | -                        |
| Septième  |        | Opposition dynastique    | Xavier de Sade                   | 100,00 %             | -                    | Pas d'adversaire         | Pas d'adversaire         | Pas d'adversaire               | Pas d'adversaire         | Pas d'adversaire         |

Dans le second arrondissement, une élection complémentaire est organisée en raison du choix d'Odilon Barrot, élu dans trois autres arrondissements, de représenter Strasbourg à la Chambre. Alphonse Foy, candidat du Tiers parti , est élu le 1er octobre 1831.
Dans les troisième et quatrième arrondissements, deux élections partielles sont organisées au cours de la législature en raison des démissions de Joseph Dufour-Denelle et de César Niay. Jean-Baptiste Harlé et Alexandre-François Vivien, candidats du Tiers parti , sont élus les 14 et 15 février 1833.